# 6830-as mellékút (Magyarország)
A 6830-as számú mellékút egy közel két kilométer hosszú, négy számjegyű országos közút Zala vármegyében; Kiskanizsa központját köti össze a 7-es főúttal.

## Nyomvonala
A 7-es főútból ágazik ki, annak 212+100-as kilométerszelvénye táján, Nagykanizsa közigazgatási területének nyugati részén. Délkeleti irányban indul, 750 méter után éri el a város Kiskanizsa városrészének házait, ahol a Bajcsy-Zsilinszky út nevet veszi fel. A lakott területen egyre inkább keleti irányba fordul. 1,7 kilométer után pedig, a Hunyadi térnél kiágazik belőle délnyugati irányban a 6834-es út. Ugyanott ér véget, ahol dél felé a 6833-as út indul; egyenes folytatása változatlan néven már önkormányzati útként húzódik Kiskanizsa központjában.
Teljes hossza, az országos közutak térképes nyilvántartását szolgáló kira.gov.hu adatbázisa szerint 1,942 kilométer.

## Története
Szinte biztosra vehető, hogy a 7-es főút Nagykanizsát északról elkerülő szakaszának átadása előtt a főút része volt. Az is biztos azonban, hogy több mint három évtizede mellékútnak minősül, mert egy 1989-es kiadású autóatlasz tanúsága szerint a 7-es nyomvonala akkor már a város központját elkerülve húzódott.